# 226858 Ivanpuluj
226858 Ivanpuluj è un asteroide della fascia principale. Scoperto nel 2004, presenta un'orbita caratterizzata da un semiasse maggiore pari a 3,0997571 au e da un'eccentricità di 0,2241957, inclinata di 10,69422° rispetto all'eclittica.